# Diplotomodon horrificus
Il diplotomodonte (Diplotomodon horrificus) era un dinosauro carnivoro appartenente ai teropodi. Visse nel Cretaceo superiore (Maastrichtiano, circa 70 milioni di anni fa) e l'unico fossile conosciuto (un dente) è stato ritrovato in Nordamerica (New Jersey).

## Classificazione
Questo dinosauro è conosciuto solo per un dente ricurvo e seghettato, ritrovato nella formazione Hornerstown in New Jersey. Fu descritto da Joseph Leidy nel 1865 con il nome di Tomodon horrifucus ("orribile dente tagliente"), ma il nome Tomodon era stato già utilizzato in precedenza da Dumeril, nel 1953. Leidy, quindi, ridenominò l'esemplare Diplotomodon ("dente doppiamente tagliente"). Inizialmente il dente venne attribuito a un rettile marino, un plesiosauro, e successivamente a un pesce. Infine il dente fossile fu accostato a un altro dinosauro imperfettamente conosciuto, Dryptosaurus, anch'esso proveniente dal Cretaceo superiore del New Jersey. In realtà, i denti di questi dinosauri carnivori sono praticamente indistinguibili gli uni dagli altri, così come quelli di molti altri dinosauri teropodi; Diplotomodon, quindi, è considerato un nomen dubium.